# 上唇静脉
上唇静脉（英語：superior labial vein）起自上唇静脉丛，汇入面静脉，向上与眶下静脉交通并可越过中线与对侧上唇静脉相吻合。

## 其他图片

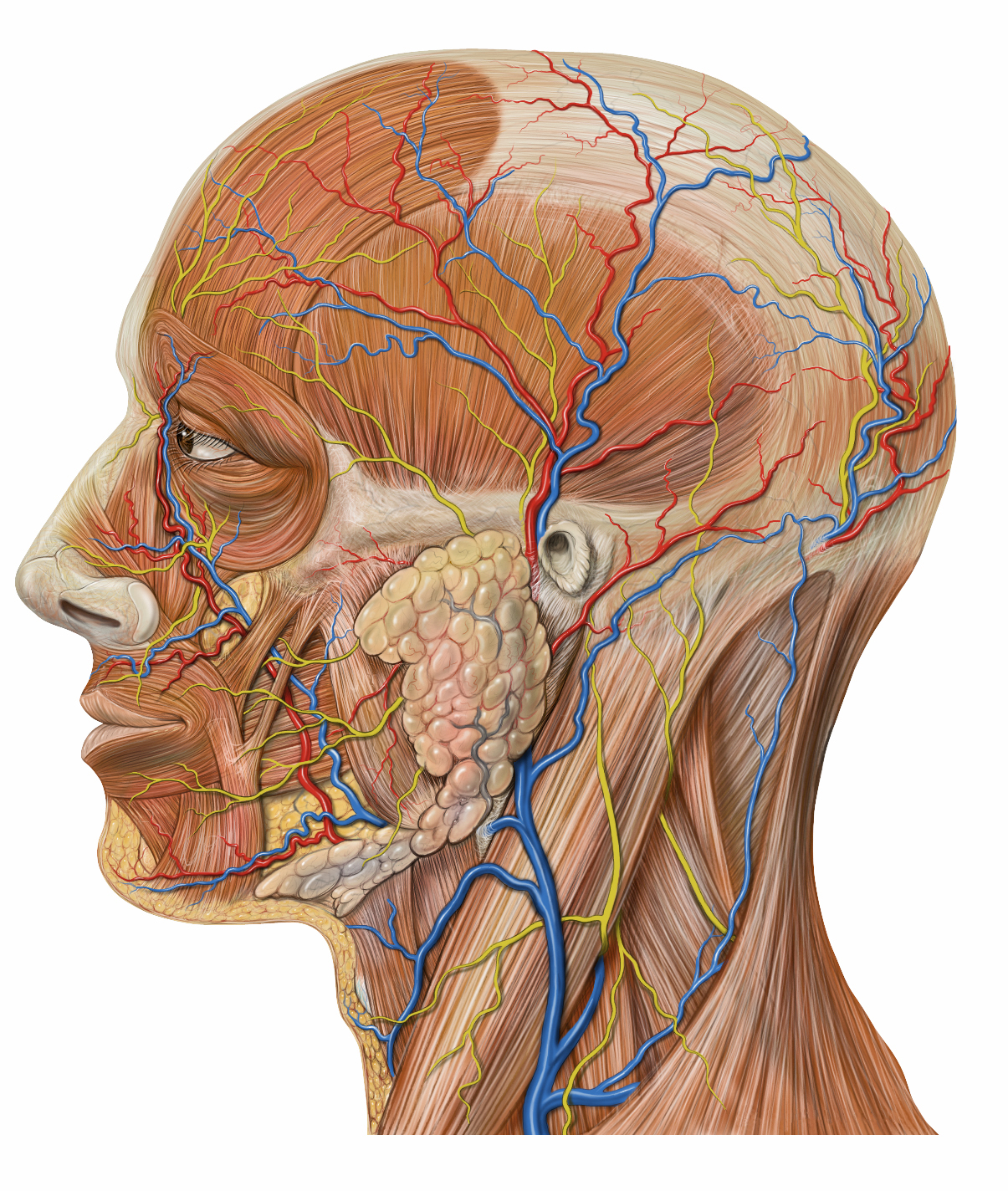
头部侧面解剖细节
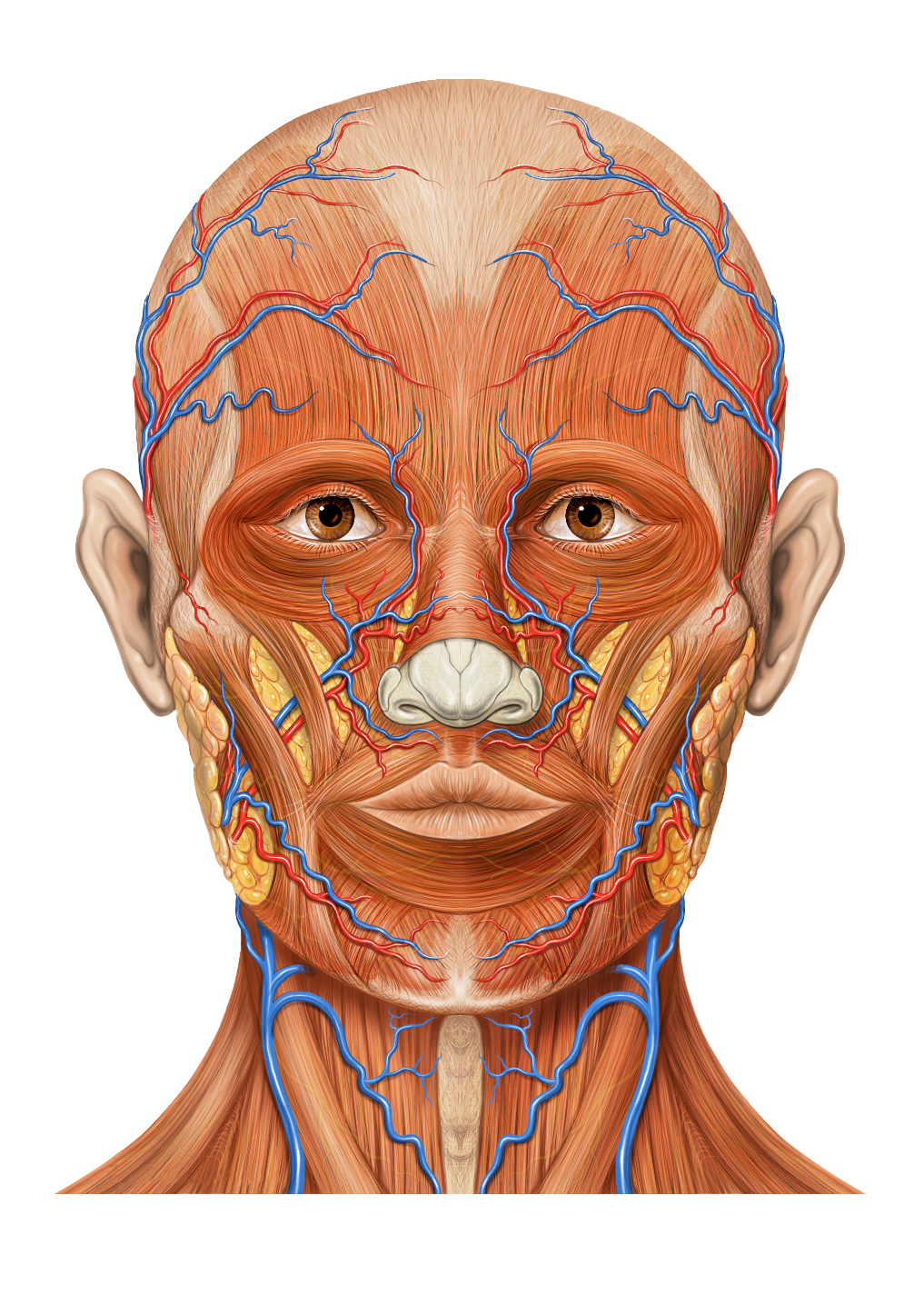
头部解剖前视图